# アドニス会
アドニス会（アドニスかい、英：ADONIS SOCIETY）は、戦後間もなく日本で発足した会員制の男性同性愛サークルであり、別名「ギリシャ研究会」ともいわれた。1952年（昭和27年）9月10日には、日本初の会員制のゲイ雑誌『ADONIS』を創刊している。

## 概略
会名はギリシア神話に登場する美と愛の女神アプロディーテーに愛された美少年アドーニスから取られた。
創会当時の発起人メンバーには、英文学者で元公爵の岩倉具榮、編集者の上月龍之介、性風俗研究家の高橋鐵、原比露志（原浩三）、比企雄三、書家で中国文学者の伏見冲敬が名を連ねていた。1960年頃の会員数は300人ほどだった。同会にはまたゲイ解放の志向はなかった。

## 男性同性愛誌「ADONIS（アドニス）」の発行
アドニス会はまた、日本初の会員制の男性同性愛雑誌『ADONIS（アドニス）』（1952年9月10日創刊 - 1962年63号で廃刊）と、別冊として小説集『APOLLO（アポロ）』、会員による手記集『MEMOIRE（メモワール）』を発行していた。アドニスの表紙には「ADONIS -THE MAGAZINE OF ADONIS SOCIETY-」と印字されている。
アドニスの初代編集長は『人間探究』（第一出版社、1950年創刊）編集者でもあった上月龍之介であった。『人間探究』は性風俗雑誌で同性愛についても時折取り上げており、同誌編集部には同性愛者の苦悩を訴える投書が寄せられていたことなどから、それが上月にアドニスの発刊を決意させたとされる。アドニス会設立の告知も『人間探究』誌上でなされている。ちなみに『人間探究』を主催していたのは高橋鐵で、彼は他にも『あまとりあ』を主催していた。その関係で、執筆陣には『人間探究』のほか『あまとりあ』で書いていた人もいた。
15号から作品社（第２次）社主であった田中貞夫が２代目編集長になると田中のパートナーで作家・編集者の中井英夫が碧川潭名義で、後に塔晶夫名義で発表する「虚無への供物」の原型となる「虚無への供物」などをADONISに、「とらんぷ譚」「おりんぴあど譚」「青蛾の嘆き」をAPOLLOに寄稿していたことが知られており、その他にも文章を寄せていたといわれている。また、作家の三島由紀夫が「憂国」を発表する前年（1960年）に切腹をモチーフとした「愛の処刑」を榊山保名義でAPOLLOに寄稿しており、歌人・作家で大学教授の塚本邦雄が菱川紳名義で複数の作品を寄稿している。

1962年に警察の取り締まりで廃刊になったが、そのことは『風俗奇譚』で「ホモの窓：捕まった男色クラブ」（1962年6月号）として取り上げられている。同誌は、1970年代に創刊ラッシュを迎えることになる商業ゲイ雑誌のプロトタイプの一つになった。

### 主な読み物
- ADONIS 52号
  - 光井竜一「パリのカナリア」
  - 原浩三「仏教の装いをしたアドニス」
  - 林永峯「長崎のセバスチャン」
  - 山本有二「三都物語」
  - 林たかし「ひき潮 (エピローグ)」
- ADONIS 59号
  - 東吉翁「男衆夜話」
  - 武内薊「旅にん」
  - 水田稔「男島（をとこじま） 第二部」
- ADONIS 60号
  - 原比露志「弘法大師像と衆道」
  - 光井龍一「東京十日物語」
  - 菅谷梁三「幻身」
- APOLLO Ⅰ
  - 菱川紳「アポロの末裔」
- APOLLO Ⅱ
  - 泉啓介「太陽賛歌」
  - 菅谷梁三「菅谷氏と二人の男の話」
  - 菱川紳「雲母族」
  - 碧川潭「とらんぷ譚」
- APOLLO Ⅲ
  - 碧川潭「おりんぴあど譚」
  - 菱川紳「熱月」
- APOLLO Ⅳ
  - 泉啓介「短夜物語」
- APOLLO Ⅴ
  - 川居孝雄「終りなき季節」
  - 碧川潭「青蛾の嘆き」
  - 榊山保「愛の処刑」